# Campionati italiani primaverili di nuoto 2017
I 64. Campionati italiani primaverili di nuoto (nome ufficiale, per ragioni di sponsorizzazione, Assoluti Primaverili UnipolSai) si sono svolti a Riccione tra il 4 e l'8 aprile 2017. È stata utilizzata la vasca da 50 metri.
Le gare sono state disputate in due turni (batterie e finali) ad eccezione di 800 e 1500 stile libero e delle staffette, che si sono disputate in serie.

## Podi

### Uomini
| Evento               | Oro | Tempo                                                                           | Argento | Tempo                             | Bronzo                                                                                            | Tempo                                   |
| Stile libero         | |                                                                                 | |                                   |                                                                                                   |                                         |
| 50 m                 | Luca Dotto | 22"00                                                                           | Lorenzo Zazzeri                                                                                             | 22"28                             | Andrea Vergani                                                                                    | 22"30                                   |
| 100 m                | Luca Dotto | 48"66                                                                           | Ivano Vendrame                                                                                              | 48"68                             | Alessandro Miressi                                                                                | 48"71                                   |
| 200 m                | Gabriele Detti | 1'46"38                                                                         | Filippo Megli                                                                                               | 1'47"38                           | Filippo Magnini                                                                                   | 1'48"32                                 |
| 400 m                | Gabriele Detti | 3'43"36 -                                                                       | Filippo Megli                                                                                               | 3'50"28                           | Domenico Acerenza                                                                                 | 3'50"40                                 |
| 800 m                | Gabriele Detti | 7'41"64                                                                         | Gregorio Paltrinieri                                                                                        | 7'48"89                           | Domenico Acerenza                                                                                 | 7'59"52                                 |
| 1500 m               | Gregorio Paltrinieri | 14'37"08                                                                        | Domenico Acerenza                                                                                           | 15'12"10                          | Federico Vanelli                                                                                  | 15'21"41                                |
| Dorso                | |                                                                                 | |                                   |                                                                                                   |                                         |
| 50 m                 | Niccolò Bonacchi | 25"36                                                                           | Simone Sabbioni                                                                                             | 25"37                             | Matteo Milli                                                                                      | 25"42                                   |
| 100 m                | Simone Sabbioni | 54"14                                                                           | Matteo Milli                                                                                                | 54"24                             | Matteo Restivo                                                                                    | 54"35                                   |
| 200 m                | Matteo Restivo | 1'56"55 -                                                                       | Luca Mencarini                                                                                              | 1'57"81                           | Christopher Ciccarese                                                                             | 1'58"35                                 |
| Rana                 | |                                                                                 | |                                   |                                                                                                   |                                         |
| 50 m                 | Nicolò Martinenghi | 27"09                                                                           | Fabio Scozzoli                                                                                              | 27"33                             | Mattia Pesce                                                                                      | 27"52                                   |
| 100 m                | Nicolò Martinenghi | 59"46 - RIC/RIJ                                                                 | Fabio Scozzoli                                                                                              | 1'00"12                           | Andrea Toniato                                                                                    | 1'00"96                                 |
| 200 m                | Luca Pizzini | 2'09"23                                                                         | Flavio Bizzarri                                                                                             | 2'11"17                           | Nicolò Martinenghi                                                                                | 2'11"63 - RIJ                           |
| Farfalla             | |                                                                                 | |                                   |                                                                                                   |                                         |
| 50 m                 | Piero Codia | 23"67                                                                           | Andrea Vergani                                                                                              | 23"70                             | Matteo Rivolta                                                                                    | 23"85                                   |
| 100 m                | Piero Codia | 51"92                                                                           | Matteo Rivolta                                                                                              | 52"12                             | Giacomo Carini                                                                                    | 52"29 - RIC                             |
| 200 m                | Giacomo Carini | 1'55"40 -                                                                       | Filippo Berlincioni                                                                                         | 1'57"63                           | Matteo Pelizzari                                                                                  | 1'58"34                                 |
| Misti                | |                                                                                 | |                                   |                                                                                                   |                                         |
| 200 m                | Claudio Fossi Federico Turrini | 2'00"43                                                                         | |                                   | Giovanni Sorriso                                                                                  | 2'01"13                                 |
| 400 m                | Federico Turrini | 4'13"52                                                                         | Giorgio Gaetani                                                                                             | 4'17"85                           | Pier Andrea Matteazzi                                                                             | 4'20"88                                 |
| Staffette            | |                                                                                 | |                                   |                                                                                                   |                                         |
| 4x100 m stile libero | Gruppo Sportivo Fiamme Oro Roma Marco Orsi Lucio Spadaro Luca Leonardi Alessandro Miressi                                                                                            | 3'17"02 49"05 50"62 49"24 48"11                                                 | Gruppo Nuoto Fiamme Gialle Stefano Di Cola Giacomo Carini Michele Latrofa Alessandro Bori                   | 3'17"70 49"51 49"77 49"47 48"95   | Centro Sportivo Esercito Piero Codia Nicolangelo Di Fabio Gabriele Detti Giovanni Izzo            | 3'18"00 49"61 49"81 49"67 48"91         |
| 4x200 m stile libero | Circolo Canottieri Aniene A Alex Di Giorgio Damiano Lestingi Valerio Oriente Filippo Magnini Centro Sportivo Esercito Valerio Coggi Alessandro Bori Filippo Magnini Maurizio Mottola | 7'15"60 1'49"43 1'49"11 1'50"87 1'46"19 7'15"60 1'46"64 1'48"50 1'52"35 1'48"11 | |                                   | Gruppo Sportivo Fiamme Oro Roma Mattia Zuin Alessandro Miressi Luca Leonardi Gregorio Paltrinieri | 7'21"78 1'49"87 1'51"03 1'51"15 1'49"73 |
| 4x100 m misti        | Centro Sportivo Esercito Simone Sabbioni Fabio Scozzoli Piero Codia Giovanni Izzo | 3'34"07 - RIS 54"57 59"43 51"39 48"68                                           | Gruppo Sportivo Fiamme Oro Roma A Christopher Ciccarese Edoardo Giorgetti Matteo Rivolta Alessandro Miressi | 3'36"64 54"88 1'01"58 51"48 48"70 | Gruppo Nuoto Fiamme Gialle Fabio Laugeni Andrea Toniato Giacomo Carini Alessandro Bori            | 3'37"12 55"12 1'00"90 52"05 49"05       |

### Donne
| Evento               | Oro | Tempo                                   | Argento                                                                                             | Tempo                                   | Bronzo                                                                                                | Tempo                                   |
| Stile libero         | |                                         | |                                         | |                                         |
| 50 m                 | Silvia Di Pietro                                                                                       | 24"93                                   | Erika Ferraioli                                                                                     | 25"30                                   | Giorgia Biondani                                                                                      | 25"34                                   |
| 100 m                | Federica Pellegrini                                                                                    | 53"92                                   | Silvia Di Pietro                                                                                    | 54"11                                   | Erika Ferraioli                                                                                       | 55"30                                   |
| 200 m                | Federica Pellegrini                                                                                    | 1'55"94                                 | Alice Mizzau                                                                                        | 1'57"77                                 | Stefania Pirozzi                                                                                      | 1'58"94                                 |
| 400 m                | Alice Mizzau                                                                                           | 4'07"92                                 | Simona Quadarella                                                                                   | 4'08"16                                 | Martina Rita Caramignoli                                                                              | 4'11"41                                 |
| 800 m                | Simona Quadarella                                                                                      | 8'25"08                                 | Martina Rita Caramignoli                                                                            | 8'31"26                                 | Giulia Gabbrielleschi                                                                                 | 8'32"48                                 |
| 1500 m               | Simona Quadarella                                                                                      | 16'10"66                                | Giulia Gabbrielleschi                                                                               | 16'15"56                                | Alisia Tettamanzi                                                                                     | 16'25"61                                |
| Dorso                | |                                         | |                                         | |                                         |
| 50 m                 | Silvia Scalia                                                                                          | 28"47                                   | Arianna Barbieri                                                                                    | 28"50                                   | Tania Quaglieri                                                                                       | 28"52                                   |
| 100 m                | Tania Quaglieri                                                                                        | 1'00"96 - RIC                           | Carlotta Zofkova                                                                                    | 1'01"03                                 | Federica Pellegrini                                                                                   | 1'01"13                                 |
| 200 m                | Margherita Panziera                                                                                    | 2'10"88                                 | Letizia Paruscio                                                                                    | 2'14"21                                 | Giulia Ramatelli                                                                                      | 2'14"49                                 |
| Rana                 | |                                         | |                                         | |                                         |
| 50 m                 | Arianna Castiglioni                                                                                    | 30"72 -                                 | Martina Carraro                                                                                     | 30"98                                   | Ilaria Scarcella                                                                                      | 31"98                                   |
| 100 m                | Martina Carraro                                                                                        | 1'07"87                                 | Arianna Castiglioni                                                                                 | 1'07"95                                 | Ilaria Scarcella                                                                                      | 1'08"11                                 |
| 200 m                | Giulia Verona                                                                                          | 2'25"81                                 | Ilaria Scarcella                                                                                    | 2'28"77                                 | Giulia De Ascentis                                                                                    | 2'29"09                                 |
| Farfalla             | |                                         | |                                         | |                                         |
| 50 m                 | Silvia Di Pietro                                                                                       | 26"03                                   | Elena Gemo                                                                                          | 26"54                                   | Elena Di Liddo                                                                                        | 26"56                                   |
| 100 m                | Ilaria Bianchi                                                                                         | 57"90                                   | Silvia Di Pietro                                                                                    | 58"07                                   | Elena Di Liddo                                                                                        | 58"28                                   |
| 200 m                | Stefania Pirozzi                                                                                       | 2'08"64                                 | Aurora Petronio                                                                                     | 2'08"86                                 | Ilaria Cusinato                                                                                       | 2'10"87                                 |
| Misti                | |                                         | |                                         | |                                         |
| 200 m                | Ilaria Cusinato                                                                                        | 2'12"73                                 | Sara Franceschi                                                                                     | 2'13"05                                 | Laura Letrari                                                                                         | 2'14"10                                 |
| 400 m                | Stefania Pirozzi                                                                                       | 4'38"40                                 | Sara Franceschi                                                                                     | 4'40"18                                 | Ilaria Cusinato                                                                                       | 4'40"70                                 |
| Staffette            | |                                         | |                                         | |                                         |
| 4x100 m stile libero | Centro Sportivo Esercito Aglaia Pezzato Laura Letrari Giorgia Biondani Erika Ferraioli                 | 3'41"23 55"69 55"73 55"15 54"66         | Circolo Canottieri Aniene A Rachele Ceracchi Elena Di Liddo Margherita Panziera Federica Pellegrini | 3'42"62 55"85 56"57 55"78 54"42         | Centro Sportivo Carabinieri Paola Biagioli Chiara Masini Luccetti Giulia De Ascentis Silvia Di Pietro | 3'43"80 56"00 56"99 57"08 53"73         |
| 4x200 m stile libero | Circolo Canottieri Aniene A Rachele Ceracchi Margherita Panziera Simona Quadarella Federica Pellegrini | 8'01"21 2'01"23 2'02"87 1'59"51 1'57"60 | Gruppo Sportivo Fiamme Oro Roma Erica Musso Giada Galizi Diletta Carli Stefania Pirozzi             | 8'06"42 2'00"52 2'01"82 2'01"42 2'02"66 | Centro Sportivo Carabinieri Linda Caponi Paola Biagioli Giulia De Ascentis Chiara Masini Luccetti     | 8'10"83 2'01"64 2'01"47 2'05"15 2'02"57 |
| 4x100 m misti        | Circolo Canottieri Aniene A Silvia Scalia Ilaria Scarcella Elena Di Liddo Federica Pellegrini          | 4'02"42 1'01"79 1'08"14 58"13 54"36     | Gruppo Nuoto Fiamme Gialle Arianna Barbieri Arianna Castiglioni Alessia Polieri Alice Mizzau        | 4'04"60 1'01"42 1'06"92 1'00"84 55"42   | Centro Sportivo Carabinieri Carlotta Zofkova Giulia De Ascentis Silvia Di Pietro Paola Biagioli       | 4'04"77 1'01"36 1'10"30 58"00 55"11     |